# Робесонія (Пенсільванія)
Робесонія (англ. Robesonia) — місто (англ. borough) в США, в окрузі Беркс штату Пенсільванія. Населення — 2035 осіб (2020).

## Географія
Робесонія розташована за координатами 40°20′55″ пн. ш. 76°8′19″ зх. д. / 40.34861° пн. ш. 76.13861° зх. д. (40.348631, -76.138711).  За даними Бюро перепису населення США в 2010 році місто мало площу 2,31 км², з яких 2,31 км² — суходіл та 0,01 км² — водойми.

## Демографія
Згідно з переписом 2010 року, у селищі мешкала 2061 особа в 855 домогосподарствах у складі 579 родин. Густота населення становила 891 особа/км².  Було 898 помешкань (388/км²).
Расовий склад населення:
| - 94,3 % — білих - 1,2 % — азіатів - 1,1 % — чорних або афроамериканців - 0,1 % — корінних американців - 1,9 % — осіб інших рас |

До двох чи більше рас належало 1,4 %. Частка іспаномовних становила 4,4 % від усіх жителів.
За віковим діапазоном населення розподілялося таким чином: 21,8 % — особи молодші 18 років, 62,4 % — особи у віці 18—64 років, 15,8 % — особи у віці 65 років та старші. Медіана віку мешканця становила 40,9 року. На 100 осіб жіночої статі у селищі припадало 92,6 чоловіків;  на 100 жінок у віці від 18 років та старших — 88,0 чоловіків також старших 18 років.
Середній дохід на одне домашнє господарство  становив 62 195 доларів США (медіана — 54 194), а середній дохід на одну сім'ю — 68 366 доларів (медіана — 58 594). Медіана доходів становила 48 125 доларів для чоловіків та 36 481 долар для жінок. За межею бідності перебувало 7,2 % осіб, у тому числі 14,7 % дітей у віці до 18 років та 2,1 % осіб у віці 65 років та старших.
Цивільне працевлаштоване населення становило 1135 осіб. Основні галузі зайнятості: освіта, охорона здоров'я та соціальна допомога — 27,0 %, виробництво — 20,5 %, роздрібна торгівля — 15,2 %.